# 1-я дивизия Молодой гвардии (Первая империя)
1-я пехотная дивизия Молодой гвардии (фр. 1er division de la Jeune Garde) — гвардейская пехотная дивизия Франции периода наполеоновских войн.

## История дивизии
В дивизию намечалось включить 4, 5, 6-й тиральерские и 4, 5, 6-й вольтижерские гвардейские полки, однако 4-й вольтижерский (майор гвардии Нагль) и 4-й тиральерский (майор гвардии Робер) полки в это время находились на юге Франции и присоединились к дивизии лишь в августа 1812 в Смоленске.
К 16 июля в её составе две бригады, артиллерия и рота сапёрного батальона. В 1-ю бригаду (бригадный генерал Бертезен) входили 5-й (майор гвардии Зикар) и 6-й (майор гвардии Руссо) полки вольтижеров, во 2-ю бригаду (бригадный генерал Ланюсс) – 5-й (майор гвардии Генекен) и 6-й (майор гвардии Карре) полки тиральеров.
5-й полк вольтижеров и 5-й полк тиральеров созданы по декрету от 18.5.1811, 6-й полк вольтижеров и 6-й полк тиральеров – по декрету от 28.8.1811. Их рядовой состав укомплектован новобранцами призыва 1811 и 1812 (в 5-м полку тиральеров служили также итальянцы, голландцы и немцы). В составе артиллерии дивизии – 4-я рота пешей артиллерии Молодой гвардии (восемь 4-фунтовых пушек) и отряд 5-й арт. воен. транспортной роты. Общая численность дивизии – 3560 чел.
В конце июля – начале августа дивизия находилась в Витебске, где была пополнена 1-й ротой артиллерии Молодой гвардии (общее число орудий достигло 16). 24.8.1812 она получила приказ оставаться в Смоленске в качестве временного гарнизона (Делаборд назначен временным генерал-губернатором). На 23 августа в ее рядах 4740 чел. 1 сентября дивизия выступила в поход, в момент Бородинского сражения находилась в Гжатске, в конце сентября вступила в Москву, где ее части поочередно несли караульно-постовую службу.
Из-за болезней к 10.10.1812 ее численность сократилась до 3600 чел. (без учета артиллеристов и саперов). В октября в состав дивизии включена 3-я бригада принца Эмилия Гессенского (полк Гвардии и Лейб-полк пешей гвардии Гессен-Дармштадта).
После выхода 7(19) октября Великой армии из Москвы дивизия была оставлена в городе и передана в распоряжение маршала Мортье. Сторожевой пост 5-го полка вольтижеров задержал 10(22) октября пытавшегося проникнуть в город генерала Ф. Ф. Винцингероде. 11(23) октября дивизия, насчитывавшая св. 4900 чел., выступила из Москвы, 27 октября (8 ноября) вступила в Смоленск, где получила пополнение, а 1(13) ноября продолжила отступление (в ее составе около 3000 чел.).
В ходе сражения при Красном части дивизии составили 2-ю линию войск Мортье, защищавших подступы к городу с юга. В этом бою она потеряла только убитыми свыше 700 чел. и к 7(19) ноября насчитывала менее 2000 штыков. После сражения на Березине подразделения полков дивизии участвовали в боях под Вильно и Ковно. К середине декабря 1812 в рядах соединения осталось 583 чел., а 1 января 1813 – 135 чел. (в т. ч. 84 офицера). После отправки в тыл командных кадров дивизия прекратила существование.

## Подчинение и номер дивизии
- 1-я пехотная дивизия гвардии (фр. 1er division de la Garde; с 8 февраля 1812 года);
- 1-я пехотная дивизия Молодой гвардии (фр. 1er division de la Jeune Garde; с 9 февраля 1813 года);
- 1-я пехотная дивизия гвардии (фр. 1er division de la Garde; с 10 апреля 1813 года);
- 2-я пехотная дивизия гвардии (фр. 2e division de la Garde; с 23 апреля 1813 года);
- 1-я пехотная дивизия Молодой гвардии (фр. 1er division de la Jeune Garde; с 30 апреля 1813 года).

## Командование дивизии

### Командиры дивизии
- бригадный генерал Пьер Ланюсс (8 февраля — 10 марта 1812)
- дивизионный генерал Анри-Франсуа Делаборд (10 марта 1812 — 11 января 1813)
- дивизионный генерал Пьер Барруа (9 февраля — 10 апреля 1813)
- дивизионный генерал Пьер Дюмустье (10 апреля — 26 августа 1813)
- дивизионный генерал Филибер Кюриаль (27 августа — 25 сентября 1813)
- дивизионный генерал Мишель-Мари Пакто (28 сентября — 21 декабря 1813)
- дивизионный генерал Клод-Мари Мёнье (21 декабря 1813 — 12 марта 1814)
- дивизионный генерал Анри Шарпантье (12 марта — 12 мая 1814)

### Начальники штаба дивизии
- командир батальона штаба Планду (1812)
- полковник штаба Жак Семери (10 апреля 1813 — 21 марта 1814)

## Бригады

### 1-я бригада

#### Командиры бригады
- бригадный генерал Пьер Бертезен (8 февраля 1812 — 11 января 1813)
- бригадный генерал Анри Роттамбур (9 февраля — 10 апреля 1813)
- бригадный генерал Пьер Бертезен (10 — 23 апреля 1813)
- бригадный генерал Ружи Мутон-Дюверне (23 апреля — 4 августа 1813)
- бригадный генерал Жан Лакост (14 сентября 1813 — 12 марта 1814)
- бригадный генерал Шарль Лагранж (12 марта 1814 — 12 мая 1814)

### 2-я бригада

#### Командиры бригады
- бригадный генерал Пьер Ланюсс (8 февраля 1812 — 11 января 1813)
- бригадный генерал Ральф Тиндаль (9 февраля 1813 — 27 августа 1813)
- бригадный генерал Антуан Кулуми (30 августа 1813 — 29 октября 1813)
- бригадный генерал Жан-Луи Гро (29 октября 1813 — 21 декабря 1813)
- бригадный генерал Гийом-Шарль Руссо (21 декабря 1813 — 14 марта 1814)
- бригадный генерал Жак Лекапитен (14 марта 1814 — 12 мая 1814)

### 3-я бригада

#### Командиры бригады
- майор гвардии Жан-Пьер Леклерк (9 февраля — 10 апреля 1813)
- бригадный генерал Пьер Ланюсс (10 апреля — 4 августа 1813)

## Организация дивизии
На 1 июня 1812 года:
- 1-я бригада (командир — бригадный генерал Пьер Бертезен)
  - 5-й полк вольтижёров (командир — полковник Жозеф Сикар)
  - 6-й полк вольтижёров (командир — полковник Гийом-Шарль Руссо)
- 2-я бригада (командир — бригадный генерал Пьер Ланюсс)
  - 5-й полк тиральеров (командир — полковник Жан-Франсуа Эннекен)
  - 6-й полк тиральеров (командир — полковник Жан Карре)
    - Всего: 8 батальонов, 3560 человек, 8 орудий[1].

На 16 октября 1813 года:
- 1-я бригада (командир — бригадный генерал Жан Лакост)
  - 1-й полк вольтижёров
  - 2-й полк вольтижёров
  - 3-й полк вольтижёров
  - 6-й полк вольтижёров
- 2-я бригада (командир — бригадный генерал Антуан Кулуми)
  - 7-й полк вольтижёров
  - 11-й полк вольтижёров
  - 11-й полк тиральеров
    - Всего: 14 батальонов, 6044 человека, 18 орудий[2].